# Episodi di Simon & Simon (terza stagione)
La terza stagione della serie televisiva Simon & Simon è stata trasmessa in prima visione negli Stati Uniti d'America da CBS tra il 1983 e il 1984.
In Italia è stata trasmessa in prima visione da Italia 1.
| nº | Titolo originale                               | Titolo italiano | Prima TV USA      | Prima TV Italia |
| -- | ---------------------------------------------- | --------------- | ----------------- | --------------- |
| 1  | Grand Illusion                                 |                 | 29 settembre 1983 |                 |
| 2  | DJ DOA                                         |                 | 6 ottobre 1983    |                 |
| 3  | I Heard It Was Murder                          |                 | 13 ottobre 1983   |                 |
| 4  | Bail Out                                       |                 | 20 ottobre 1983   |                 |
| 5  | Fly the Alibi Skies                            |                 | 27 ottobre 1983   |                 |
| 6  | Shadow of Sam Penny                            |                 | 3 novembre 1983   |                 |
| 7  | Caught Between the Devil and the Deep Blue Sea |                 | 10 novembre 1983  |                 |
| 8  | The Bare Facts                                 |                 | 17 novembre 1983  |                 |
| 9  | Too Much of a Good Thing                       |                 | 1º dicembre 1983  |                 |
| 10 | Betty Grable Flies Again                       |                 | 8 dicembre 1983   |                 |
| 11 | Bon Voyage, Alonso                             |                 | 15 dicembre 1983  |                 |
| 12 | All Your Favorite Games                        |                 | 22 dicembre 1983  |                 |
| 13 | John Doe                                       |                 | 5 gennaio 1984    |                 |
| 14 | Dear Lovesick                                  |                 | 12 gennaio 1984   |                 |
| 15 | Bloodlines                                     |                 | 19 gennaio 1984   |                 |
| 16 | Heels and Toes                                 |                 | 2 febbraio 1984   |                 |
| 17 | The Wrong Stuff                                |                 | 9 febbraio 1984   |                 |
| 18 | Double Play                                    |                 | 16 febbraio 1984  |                 |
| 19 | Under the Knife                                |                 | 23 febbraio 1984  |                 |
| 20 | Harm's Way                                     |                 | 1º marzo 1984     |                 |
| 21 | The Dillinger Print                            |                 | 8 marzo 1984      |                 |
| 22 | Corpus Delecti                                 |                 | 22 marzo 1984     |                 |
| 23 | The Disappearance of Harry the Hat             |                 | 29 marzo 1984     |                 |